# Nîmes

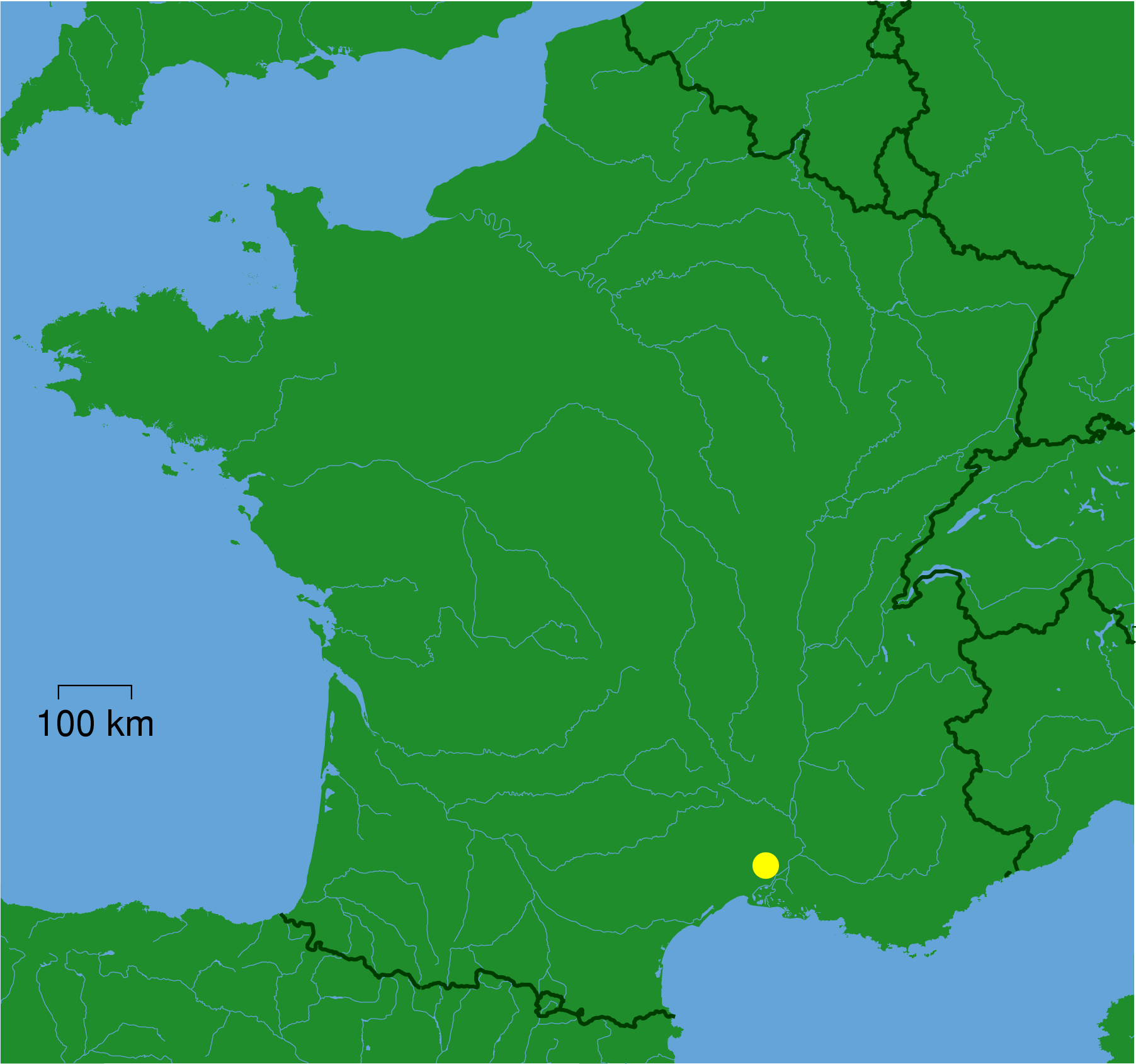
Localização de Nîmes.

Nimes (Nîmes em francês) é uma cidade do sul da França, capital do departamento de Gard, na região de Occitânia, com uma população, no município, de 154,196 habitantes (2016). O seu nome na época romana era Nemauo ou Nemausis.
A sua altitude máxima é de 215 m (116 m na zona urbana) e a altitude mínima é de 21 m (45 m na zona urbana). Nîmes está situada numa zona com colinas, particularidade que lhe valeu o epíteto de «Roma francesa». Está a 35 km do mar Mediterrâneo, a 20 km da Camargue, a 35 km dos Cévennes e a 20 km do rio Ródano. Assinala a divisória a Provença (a sua extremidade oeste), e o Languedoc (no seu extremo leste). Nîmes está, além disso, próxima de outras grandes e históricas cidades: Arles (27 km), Avignon (44 km), Alès (46 km), Montpellier (54 km), ou mesmo Orange (65 km), Sète (84 km), Aix-en-Provence (95 km) e Marselha (100 km).

## Clima
Nîmes goza de clima privilegiado com temperatura suave e estável ao longo do ano e muitas horas de sol. Porém, o mistral tende a relativizar a doçura invernal. No verão, devido à sua posição topográfica, sofre muito calor.
O número médio de horas de sol é de 2.670 horas/ano e a precipitação anual é de 760 mm/ano.
A média das temperaturas é de 6,5 °C no inverno e de 23,5 °C no verão (uma das mais elevadas de França), com dias pontuais acima dos 35 °C.

## Património

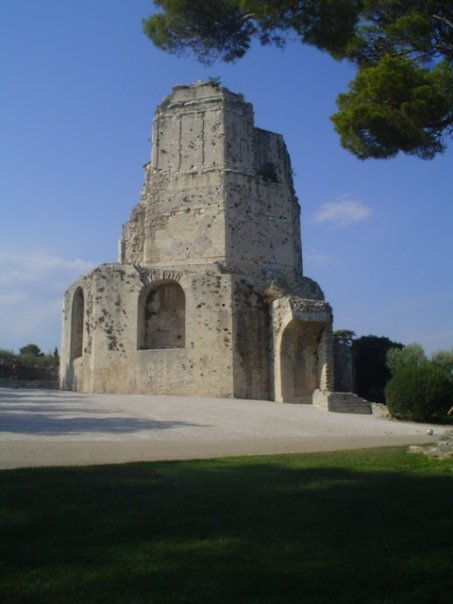
Torre Magna.

- Les Arenes, a Arena de Nîmes - anfiteatro romano do (século I). Transformado em fortaleza durante a Idade Média, alberga na atualidade espectáculos diversos, mesmo corridas de touros.
- A Maison Carrée, templo da época imperial (século I) colocado no centro do forum da cidade romana.
- A Tour Magne (Torre Magna), principal torre do recinto fortificado da época romana, sobre o outeiro que domina Nimes, alta de 32 metros.
- Os Jardins de la Fontaine, realizados no século XVII sobre um precedente, compreendem também as ruínas do Templo de Diana.
- O Castellum, ponto de chegada do aqueduto (famoso pela Pont du Gard), era um depósito para distribuir a água na cidade. Está escavado, em parte, no rochedo.
- La porte d'Auguste (Porta de Augusto), também dita Porta de Arles é uma das antigas portas romanas da cidade, sobre a Via Domitia.
- Catedral de Notre-Dame-et-Saint-Castor, sobre um edifício romano flanqueado por uma torre, foi inteiramente restaurada no século XIX. A destacar a capela do Rosário (chapelle du Rosaire), belo exemplar do Barroco do século XVII. O tímpano da fachada é uma obra-prima da escultura românica.
- Museu de Belas Artes (Musée des Beaux-Arts), construído em 1907 e readaptado em 1986-87. Acolhe numerosas pinturas flamengas e holandesas, obras italianas dos séculos XVI e XVII, e uma extensa coleção de pinturas francesas dos séculos XVIII e XIX.

## População
Evolução populacional de 1881 a 2013:
| 1881  | 1891   | 1901   | 1911   | 1921   | 1931   | 1936   | 1954   |
| ----- | ------ | ------ | ------ | ------ | ------ | ------ | ------ |
| 63552 | 71623  | 80605  | 80437  | 82774  | 89213  | 93736  | 89107  |
| 1962  | 1968   | 1975   | 1982   | 1990   | 1999   | 2005   | 2013   |
| 99775 | 123292 | 127933 | 124220 | 128471 | 133406 | 144600 | 150564 |

## Pessoas famosas nascidas em Nîmes
- Jean-Paul Rabaut Saint-Etienne (1743-1793), dirigente na Revolução Francesa
- François Guizot (1787-1874), historiador e orador.
- Benjamin Valz (1787–1867), astrônomo
- Antoinette de Beaucaire (1840–1865), escritora
- Alphonse Daudet (1840-1897), escritor

## Prefeitos
- Jean Bousquet (1983-1995)
- Alain Clary (1995-2001)
- Jean-Paul Fournier (2001-)